# Стадион Исмет Шабани
Стадион Исмет Шабани (алб. Stadiumi Ismet Shabani) вишенаменски је стадион у Урошевцу. Тренутно се углавном користи за фудбалске утакмице, а домаћи је терен ФК Феризај. Има капацитет од 2.000 седишта.